# تشارلز فرانسيس أكونيس
تشارلز فرانسيس أكونيس، ماركوس دي مايتنون (بالفرنسية: Charles François d'Angennes)‏. (5 ديسمبر 1648 ؛, وفاتة قبل 2 أبريل 1691) كان أحد النبلاء الفرنسيين الذي أصبح القرصان في البحر الكاريبي والذي باع قلعته ولقبة إلى مدام دي مايتنون.
كان ابن لويس أكونيس سلفرايت من روشفور، وماركيز دي مايتنون وموسلاي وماري لو كليرك دو تريمبلي، ومن ورث لقب الماركيز دي مايتنون. اختار ماركوس أن لا يسير على خطى أجداده وانضم إلى البحرية في 1669. في 1670، باع تشارلز أكونيس لقبه إلى فرانسواز دي أوبيني، الذي تزوج في وقت لاحق من عائلة الملك لويس الرابع عشر من فرنسا.
وصل في العام نفسة إلى منطقة البحر الكاريبي على ضهر سفينة «سيبيل»، الذي تولى قيادتها في عام 1672 بعد وفاة قبطانها. انضم إلى حملة ضد كوراساو وهاجم السفن البريطانية قرب سانت دومينيك.و عاد إلى فرنسا في 1673 ولكن أبحرت مرة أخرى إلى منطقة البحر الكاريبي في 1674.
في أكتوبر 1675 غادر نانت كقائد لسفيتة 'فونتين الذهبية' ، تحمل السفينة (24 مدافع). وفي نهاية 1676 كان قد تجمع أسطول من 10 سفينة القراصنة مع 800 وهاجموا جزيرة مارغريتا وكومانا. أصبح حاكم الجزيرة من ماري جالانت (1679-1686). وفي 1681 حصل لذلك احتكار تجارة لوسطاء فنزويلا وفرنسا ومطاردتهم حلفاؤه القرصان على سفينة تابعة للبحرية الفرنسية «الساحرة».
بعد 1686 عاش في مارتينيك مع عائلته حيث توفي في 1691.
تزوج كاثرين كاروبد دي بانسي ورزق بـ4 أطفال.